# Sawielij Kramarow
Sawielij Wiktorowicz Kramarow, ros. Саве́лий Ви́кторович Кра́маров (ur. 13 października 1934 w Moskwie, zm. 6 czerwca 1995 w Los Angeles) – radziecki aktor, znany z komediowych ról w radzieckich filmach w latach 70.
Sawielij urodził się w Moskwie. W 1979 roku, krótko przed emigracją był wyznawcą judaizmu ortodoksyjnego. Po imigracji do Stanów Zjednoczonych w 1981 roku, Kramarow kontynuował karierę aktorską aż do śmierci w Los Angeles, gdzie zmarł na nowotwór złośliwy w 1995 roku.

## Wybrana filmografia
- 1965: Trzydzieści trzy jako Rodion Homutow
- 1966: Nieuchwytni mściciele jako Ilia
- 1970: Tajna zheleznoj dveri
- 1971: Hełm Aleksandra Macedońskiego jako Kosoj
- 1973: Iwan Wasiljewicz zmienia zawód jako diak Feofan
- 1984: 2010: Odyseja kosmiczna jako doktor Władimir Rudienko
- 1984: Moskwa nad rzeką Hudson jako Boris
- 1986: Uzbrojeni i niebezpieczni jako Olaf
- 1988: Czerwona gorączka jako Gregor Moussorski
- 1989: Tango i Cash jako właściciel samochodu
- 1994: Przygoda miłosna jako oficer